# أندرياس برنارد
أندرياس برنارد (بالإيطالية: Andreas Bernard) (و. 1990  م) هو لاعب هوكي الجليد، من إيطاليا، ولد في بولسانو، يلعب كحارس مرمى ‏.

## روابط خارجية
- أندرياس برنارد على موقع EliteProspects.com (الإنجليزية)
- أندرياس برنارد على موقع Eurohockey.com (الإنجليزية)
- أندرياس برنارد على موقع HockeyDB.com (الإنجليزية)